# 酒井刺寄居蟹
酒井刺寄居蟹（学名：Trizocheles sakaii）为門螯寄居蟹科刺寄居蟹屬下的一个种。